# Ong Ka Ting
Ong Ka Ting (Perak, 15 november 1956) is een Chinees-Maleisische politicus. Hij is vroeger voorzitter geweest van Malaysian Chinese Association. Nu is hij parlementslid van Kulai.
In 1980 studeerde hij af aan de Universiti Malaya.